# Tabebuia aurea
Tabebuia aurea är en katalpaväxtart som först beskrevs av Silva Manso, och fick sitt nu gällande namn av George Bentham, Joseph Dalton Hooker och Spencer Le Marchant Moore. Tabebuia aurea ingår i släktet Tabebuia och familjen katalpaväxter. Inga underarter finns listade i Catalogue of Life.

## Bildgalleri

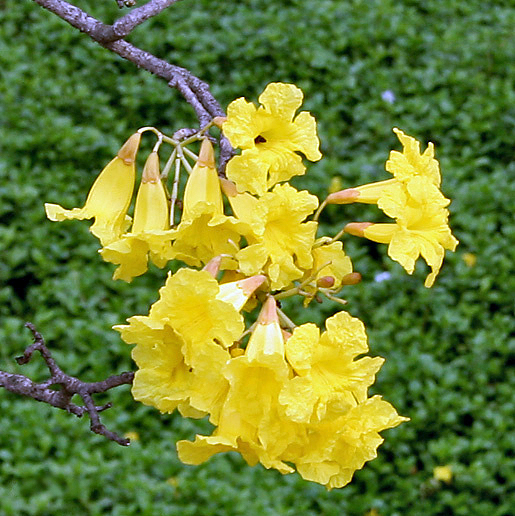
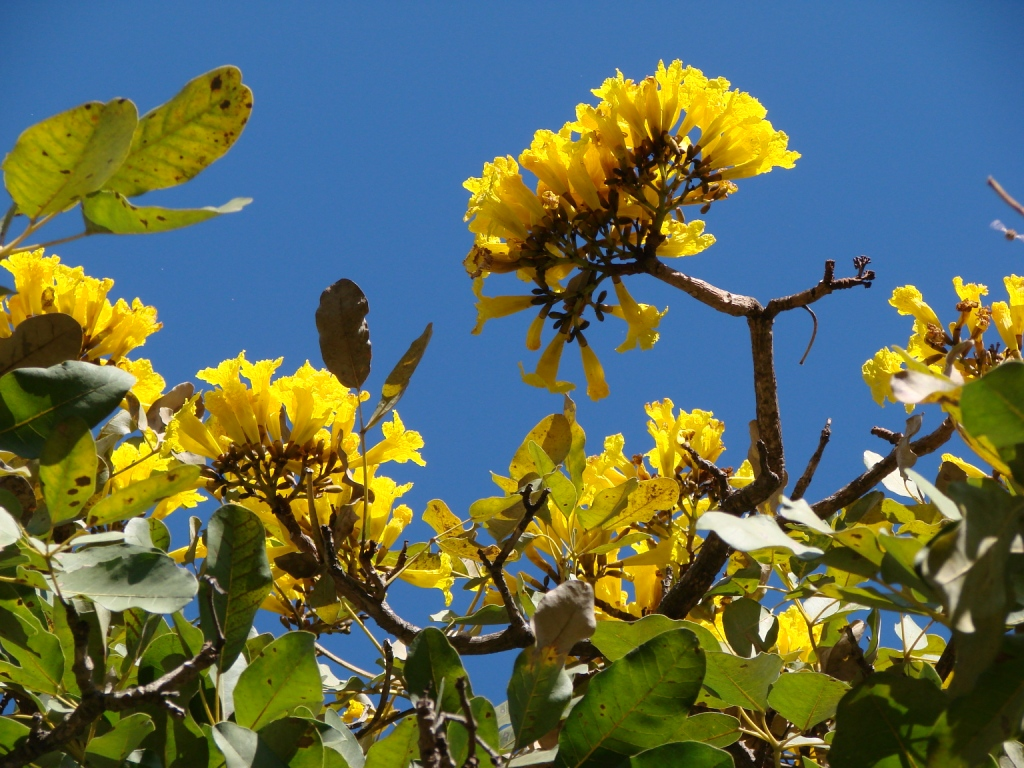
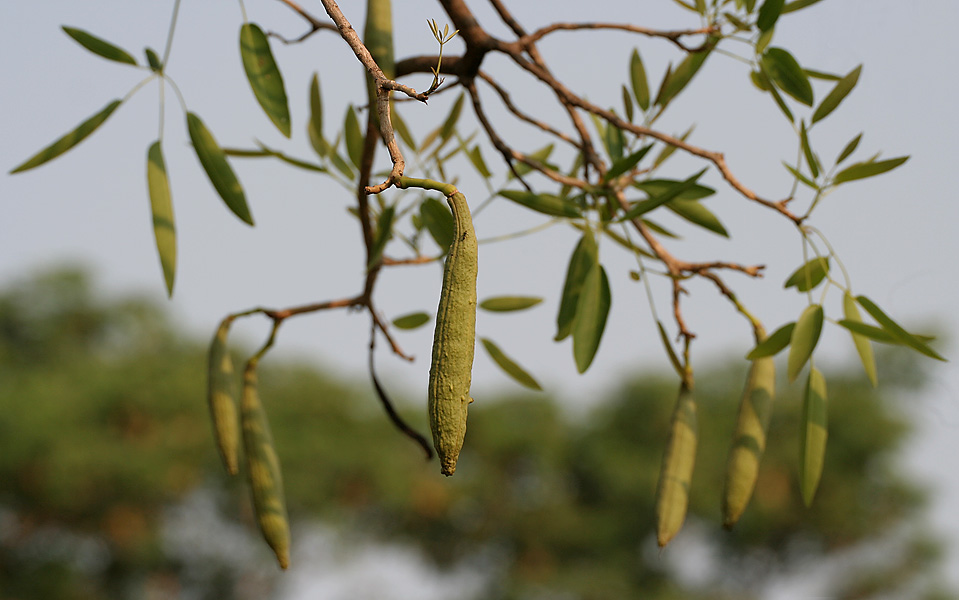
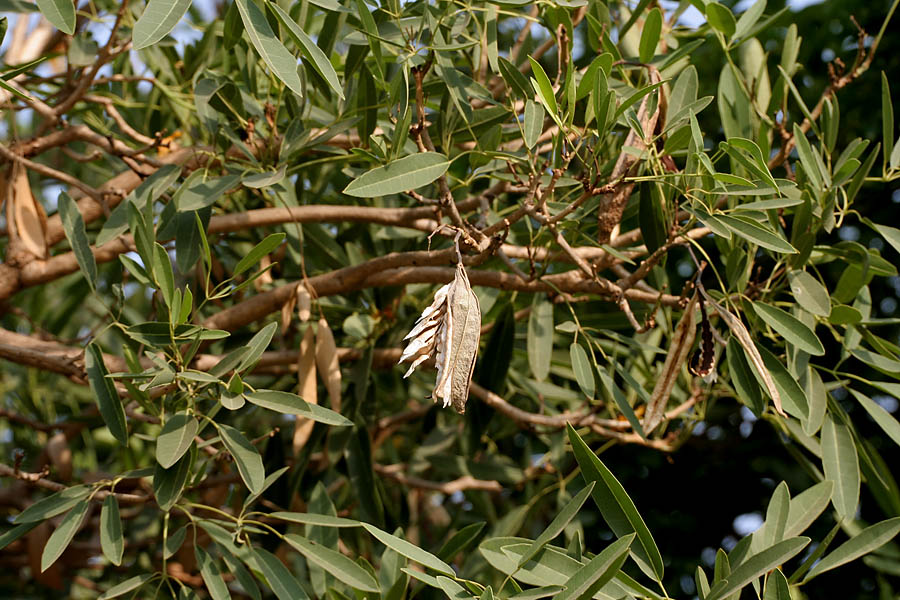
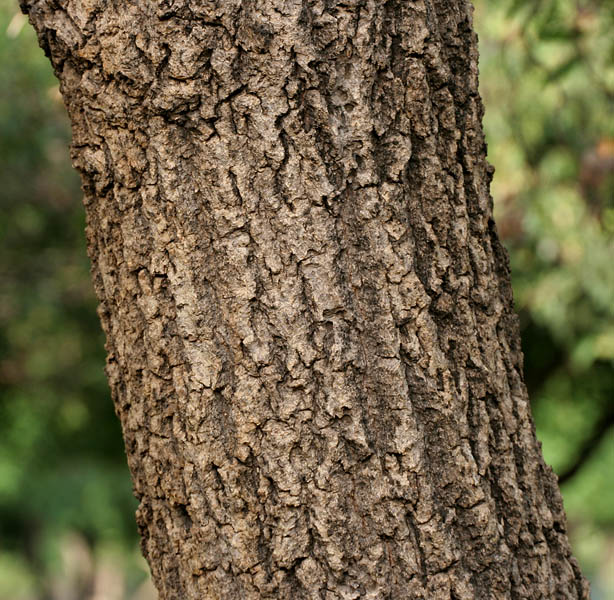
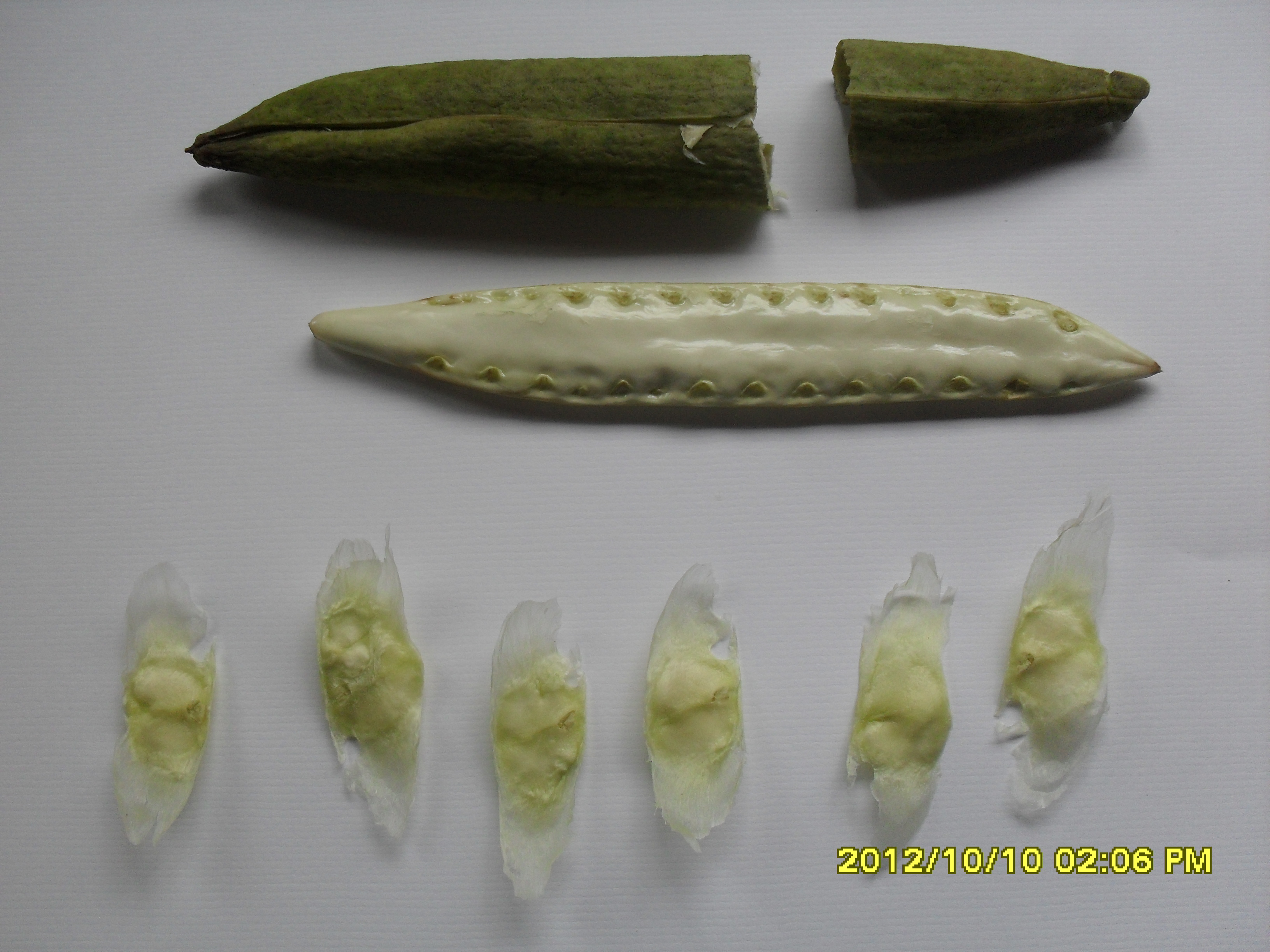